# Compsura heterura
Compsura heterura, conhecida como piabinha, é um pequeno peixe de água doce da família Characidae, subfamília Cheirodontinae, endêmico do Nordeste brasileiro.

## Descrição
Espécie de porte diminuto, com comprimento total máximo registrado de 3,8 centímetros. Corpo alongado e lateralmente comprimido, com escamas lisas e dentição típica de characídeos.

## Distribuição e habitat
Ocorre nas bacias do rio São Francisco e Parnaíba, além de cursos atlânticos do Ceará, Rio Grande do Norte, Paraíba e Pernambuco. Habita águas rasas, em lagoas de várzea, canais e riachos com fluxo lento ou moderado, apresentando hábito bentopelágico.

## Biologia e ecologia
Alimenta-se de pequenos invertebrados aquáticos e plâncton. Apresenta reprodução ovípara, com desova durante a estação chuvosa, liberando ovos pelágicos que se dispersam na correnteza.

## Taxonomia e filogenia
Gênero estabelecido por Eigenmann em 1915, com diagnóstico baseado em caracteres da subfamília Cheirodontinae. Estudos de filogeografia indicam conexão histórica entre bacias do Nordeste e São Francisco.

## Conservação
Classificada como Menos Preocupação (LC) na Lista Vermelha da IUCN desde 07 de novembro de 2018, sem ameaças identificadas e população estável.